# Villaine (Massy)
Pour l’article homonyme, voir Villaine.
Villaine est un quartier de Massy, dans le département français de l’ Essonne.

## Situation
Le quartier de Villaine est situé entre les voies du RER C et celles du TGV Atlantique (de l’avenue du Général de Gaulle à la rue du Pont-de-Pierre) à l’est, la limite communale de Verrières-le-Buisson au nord (essentiellement la voie de la Vallée de la Bièvre ou RD 60), le parc et quartier de Vilgénis à l’ouest, la limite communale avec Palaiseau (chemin des bœufs) au sud.
Villaine qui forme la plus grande partie de l'ouest du territoire de Massy est séparé par des voies ferrées qui forment une coupure physique avec d'autres quartiers, Atlantis, Massy Centre (ou Vieux Massy) à l’est et Le Pileu au sud.
Villaine comprend plusieurs micro-quartiers qui se sont développés  à partir des années 1920 autour du hameau ancien au centre, ou Vieux Villaine (autour de la rue de Versailles), Les Graviers, l’Épine Montain et Vilmorin au sud, Nouveau Villaine au nord, Poterne-Bièvre au nord-est entre la rue de Migneaux, l’avenue des Martyrs-de-Soweto et Verrières-le Buisson.

## Histoire

### Origine
Il existait une Villa Aimon mentionnée dans une charte du Roi Robert de 1027, également citée dans un litige entre Guérin de Paris et l’Abbaye de Saint-Germain en 1030.
D’après Paul Bailliart le hameau de Villaine  serait issu du partage au début du XIIe siècle  du domaine de Jean Ier de Massy entre ses trois fils, le second Aymon recevant une fraction où il établit sa villa, la « villa Haymonis », d’où le nom de Villaine, également mentionné dans une charte d’affranchissement des habitants du bourg d’Antony accordée en 1248 par l’abbé de Saint-Germain-des-Prés, seigneur du lieu.
On retrouve des seigneurs de Villaine au XVIe siècle, Charles Pasquier (1509-1540) et ses descendants.

### Un hameau agricole
Jusqu’au début du XXe siècle Villaine est un hameau de Massy avec une activité agricole prépondérante  qui se perpétue jusque dans les années 1950. Les spécialités de Villaine étaient les cultures maraichères et fruitières, la vigne et l’élevage dans la vallée de la Bièvre, ce cours d'eau formant la limite avec Verrières-le-Buisson.
Des notables parisiens s’y établissent au XVIIIe siècle, en particulier Jacques Tenon dans une grande ferme probablement à l’emplacement de l’ancien domaine seigneurial. 
Le hameau de Villaine est relié au village de Massy, où se trouvent la mairie, l’école et les principaux commerces, jusqu’à la création en 1854 de la ligne Paris à Palaiseau dans le prolongement de la ligne de Sceaux par un chemin direct dans l’axe du sentier du trou de l’hôtel aboutissant devant l'entrée du Vieux château. À partir de cette  date, cette liaison s’effectue par une voie à l’emplacement des actuelles rue Victor-Basch et de la Division-Leclerc.
Au cours de la deuxième moitié du XIXe siècle l’ouverture de la gare amène à Villaine des parisiens aisés qui construisent des pavillons en meulière.

### Une urbanisation progressive
Le terroir agricole autour du hameau se réduit par des implantations successives à partir de la fin du XIXe siècle.

#### Les établissements Vilmorin

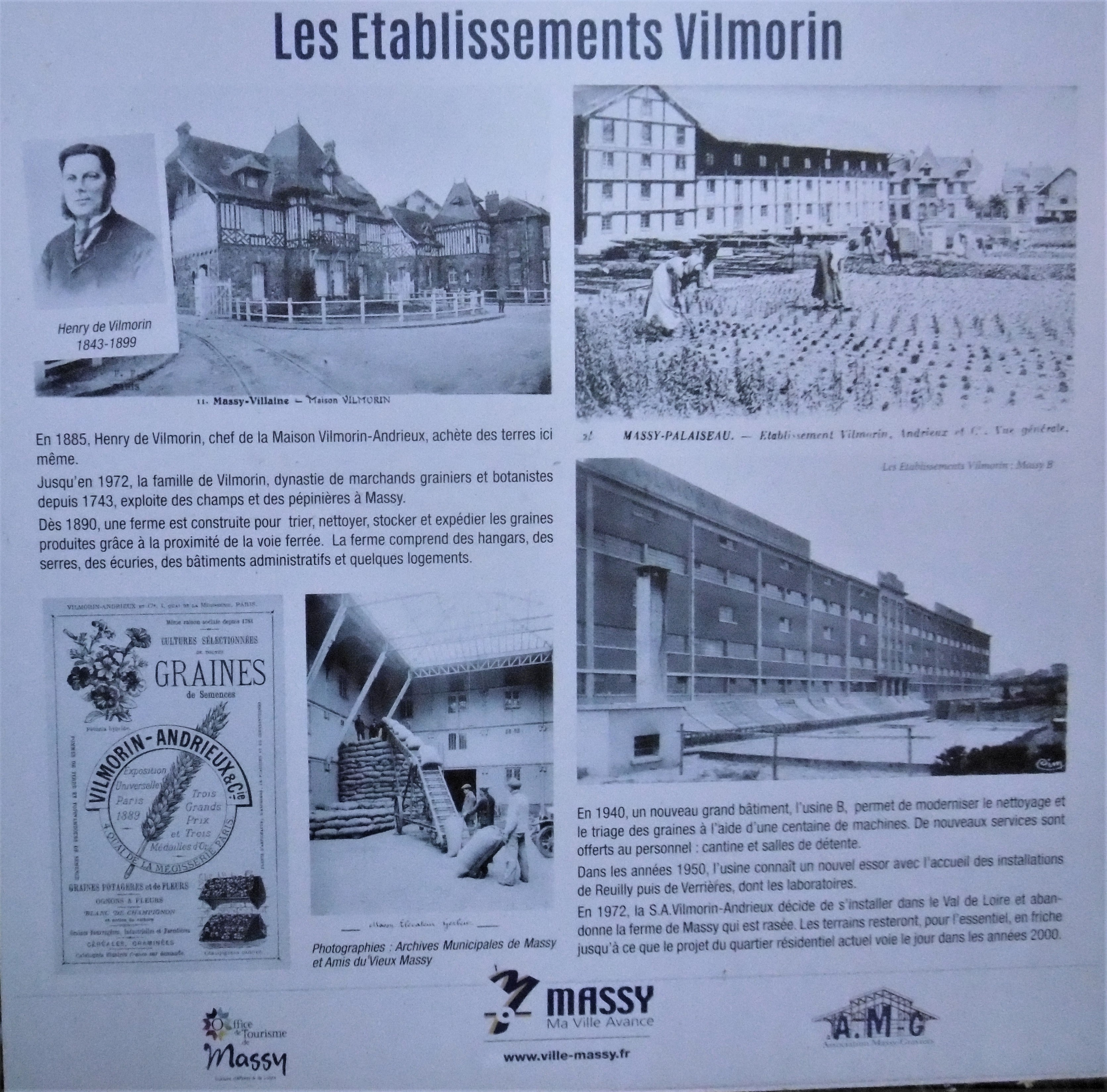

En 1890, Henry de Vilmorin construit un premier établissement relié à la voie ferrée de Massy-Palaiseau qui se développe avec création, autour de pépinières, de hangars de stockage, de magasins, d'une écurie et de maisons. Un grand bâtiment de 4 étages de 120 mètres de long sur 30 mètres de large est construit en 1940 abritant le centre de conditionnement et d'expéditions des graines.

#### Les lotissements de l’entre-deux-guerres
Des notables achètent des terrains sur le lieu-dit Les Graviers, vergers, champs et un petit bois qui a appartenu à la famille de Condé propriétaire du château de Vilgénis puis à Jérôme Bonaparte, pour les diviser et les vendre au détail.
Deux premiers petits lotissements sont réalisés en 1913 entre la rue des Graviers et la rue de Vilgénis qui seront intégrés de 1925 au début des années 1930 dans le lotissement  des Vergers-Graviers au nord des rues des Ruelles et des Graviers jusqu'à la rue de Vilgénis avec ouverture  de rues dans un réseau en éventail : rue du plateau, des Vergers, des Vignes, du Château. L’Association Syndicale Autorisée des Petits Propriétaires des Vergers-Graviers se charge de 1927 à 1943 d’établir les canalisations d’eau, le réseau électrique, la viabilisation des rues. Jusque dans les années 1950-1960, le quartier des Graviers était animé avec des nombreux commerces et artisans.
Le lotissement de la gare de Massy-Palaiseau Grande Ceinture est créé à partir de 1928 par un propriétaire de Massy autour d’une nouvelle voie, l’actuelle rue Clemenceau. Le projet repris et étendu en 1931 par la société Île-de-France Foncière comprend 84 lots, en majorité des pavillons, également deux petits immeubles construits par la société Vilmorin pour y loger des cadres et la résidence Métro II.

#### L'Épine Montain
Les 194 logements de l'Épine Montain sont construits de 1953 à 1958 par l'Association Familiale d'auto-construction dans un projet de type « Castors » avec l'appui d'une société HLM, « l'Habitat Communautaire ». L'ensemble s'étend, entre le lotissement Vergers-Graviers et la gare SNCF de Massy-Palaiseau, sur 32 parcelles acquises auprès de 15 propriétaires.

#### Nouveau Villaine
Le conseil municipal élu en mars 1959 accepte la réalisation du Grand Ensemble Massy-Antony auquel la précédente équipe s’était opposée mais  s’efforce de consolider le centre ville en y implantant des services qui avaient été prévus dans ce nouveau quartier (Hôtel-de-Ville, Poste, centre culturel) et lance un projet d’aménagement dans la partie ouest du territoire. Cette  décision d’équilibrage du territoire est baptisée « opération balancier », renommée ensuite « ZUP de Massy-Villaine » prévue pour 3 000 logements sur un territoire au nord du Vieux Villaine s'étendant jusqu'au bras vif (canalisé) de la Bièvre qui alimentait les moulins de Grais et des Migneaux, comprenant l'ensemble de la vallée où serpentait le bras mort. 
Une déclaration d'utilité publique du 30 août 1962 permet à la Ville d'exproprier les propriétaires ayant refusé les transactions amiables. À l'est de ce territoire, l'espace compris entre la rue Jeanne d'Arc et la rue de Migneaux  qui comprenait à cette date des rues pavillonnaires (rue Cormier, rue du hameau de Villaine etc.) n'est cependant  pas inclus dans cette opération..
Cette urbanisation nécessite l'aménagement de la vallée inondable.
Les eaux de la Bièvre sont canalisées en 1968-1969 du parc de Vilgénis au pont de Migneaux (intersection entre la rue de Migneaux et la  D 60) par une galerie souterraine de 1 200 mètres  de 4 mètres de largeur et les lits anciens de la Bièvre vive et morte sont remblayés. Cette canalisation passe sous la voie de la vallée de la Bièvre (RD 60) ouverte en 1973. Le pont de pierre et le pont de l’avenue d’Estienne-d’Orves-avenue Cambacérès sont élargis. 
En aval de l’ancien pont de Migneaux, la Bièvre revient à l’air libre dans un cours endigué.
En amont, le bassin creusé en 1971 dans le parc de Vilgénis évite les inondations.
Un projet de créer une rivière artificielle à l’emplacement de l’ancienne Bièvre morte est abandonné et l’aménagement se limite à un vallon, « la coulée verte ». 

Coulée verte
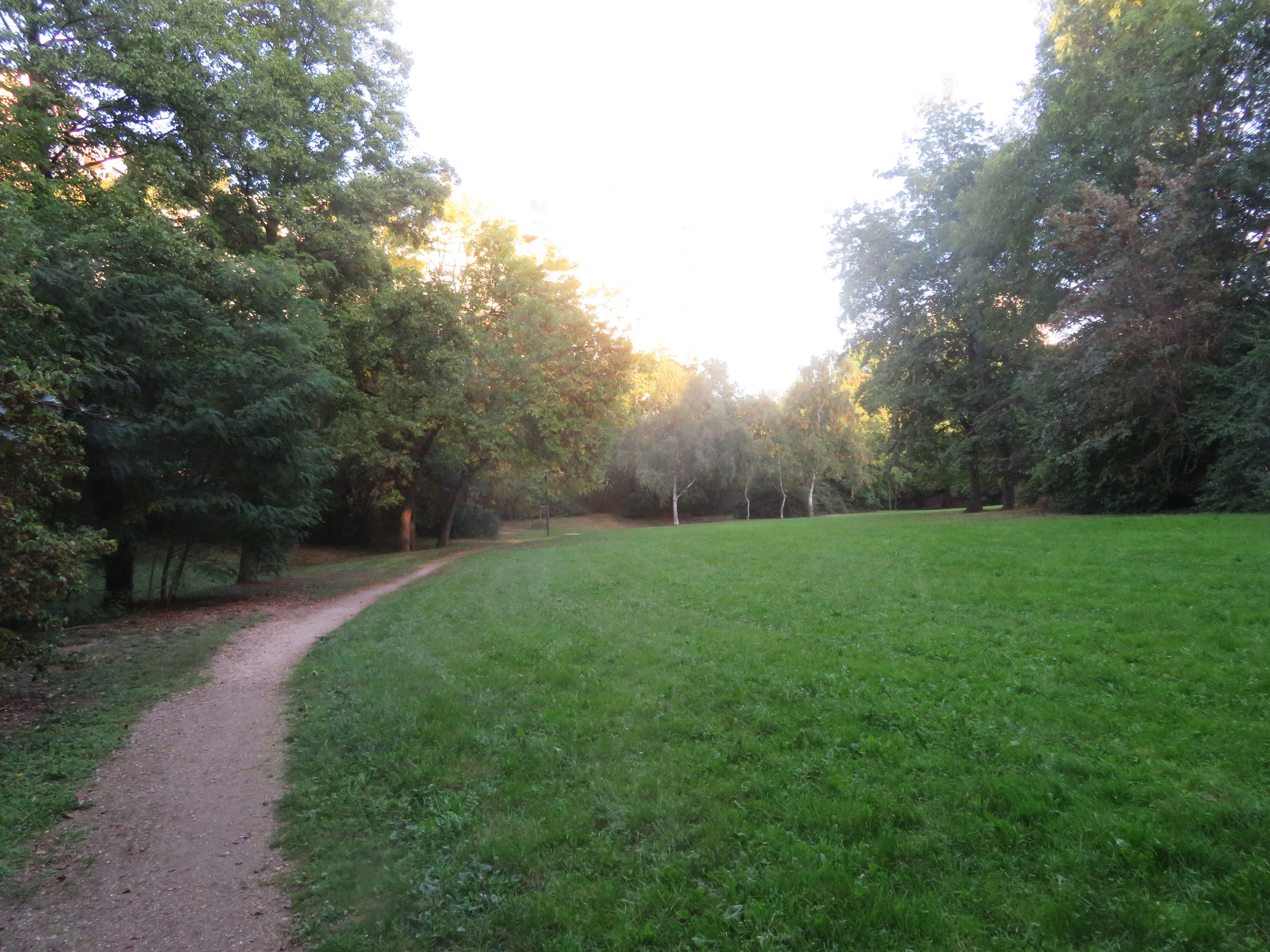
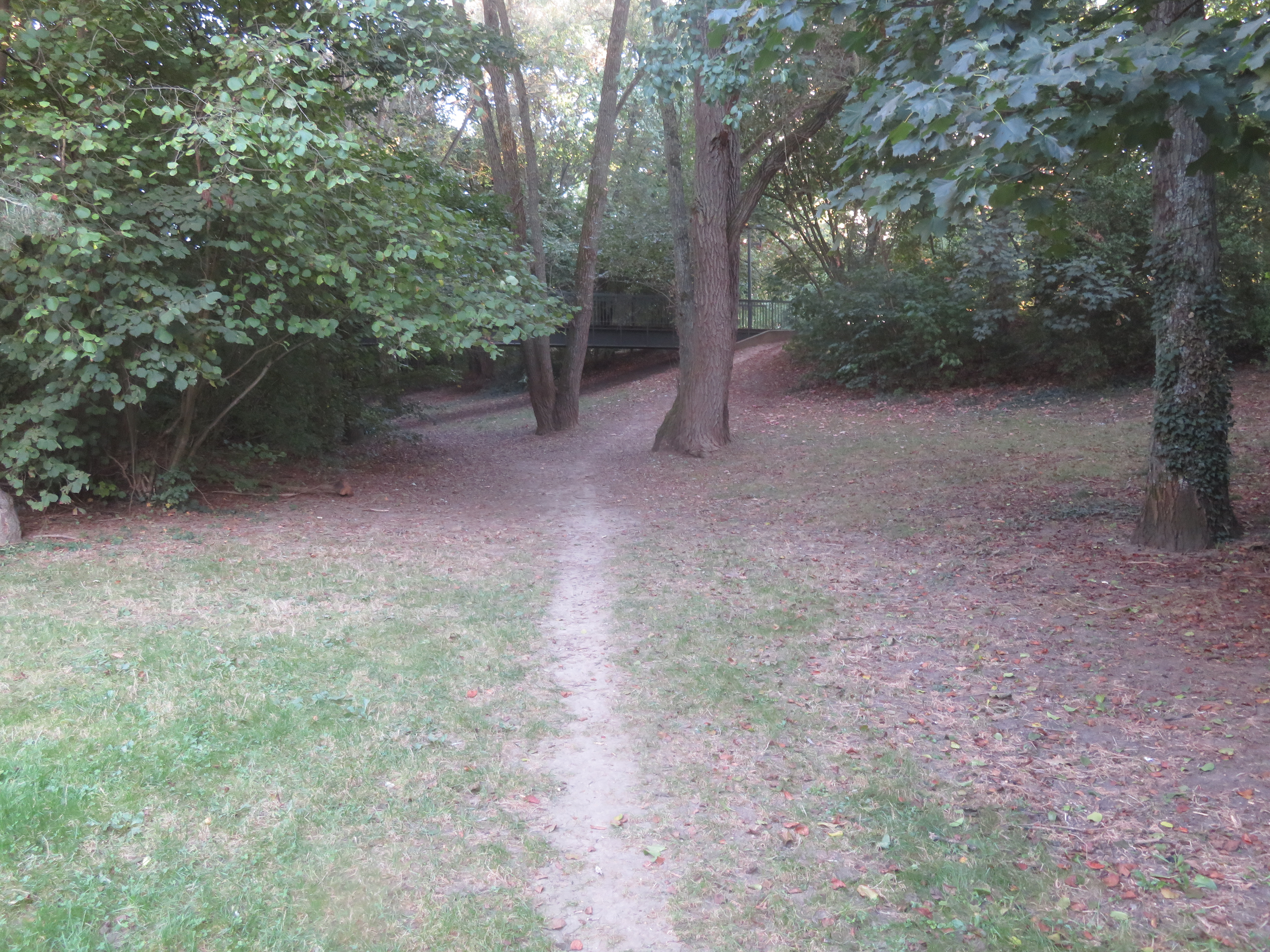
Passerelle en arrière plan
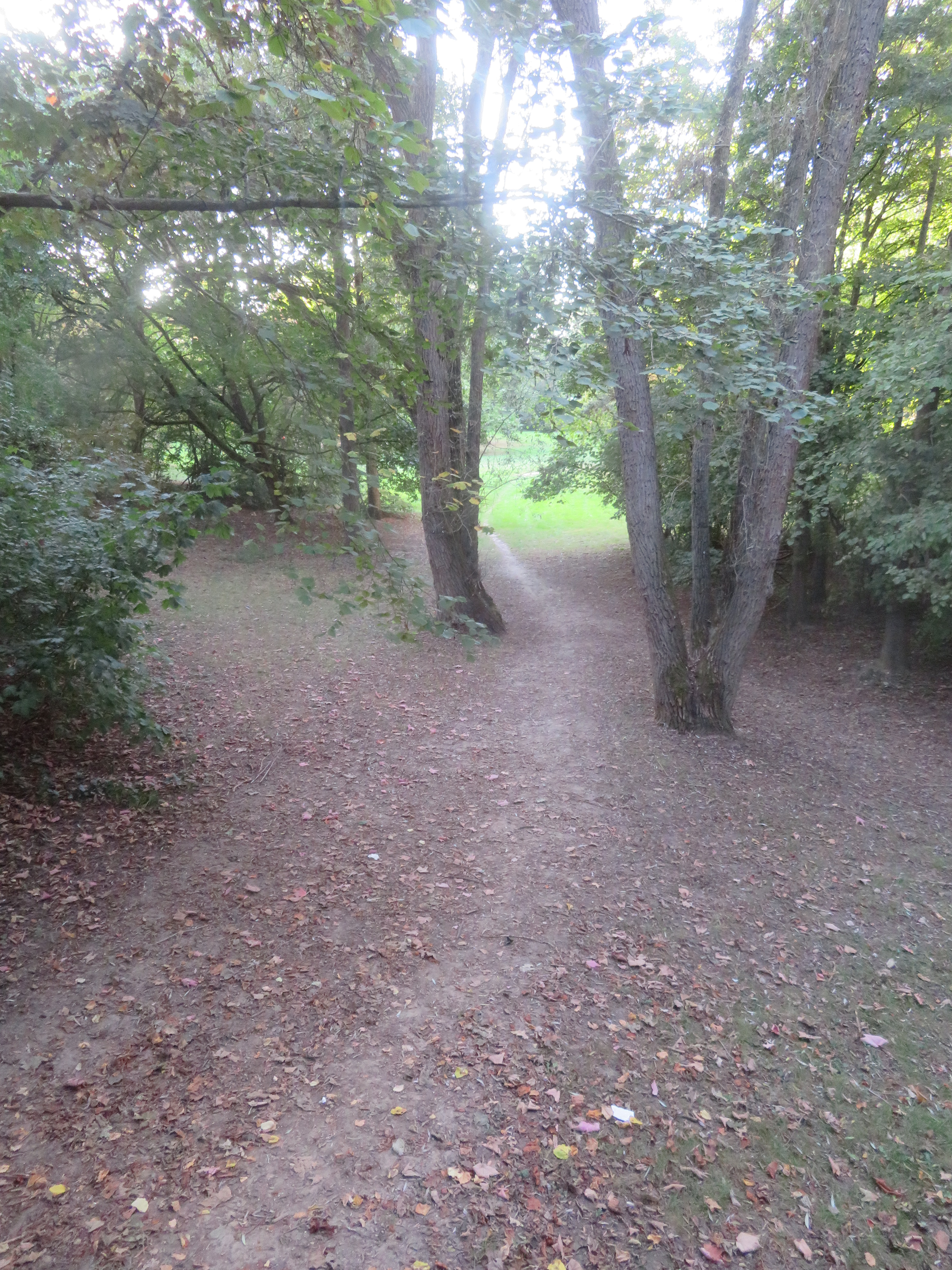

Cependant, un bief à faible débit est recréé en 2000 en aval du moulin de Grais le long de la D 60  à la limite communale entre Massy et Verrières-le-Buisson par dérivation d'une partie des eaux de la Bièvre souterraine. Cette rigole, généralement considérée comme la Bièvre remise à l'air libre, est prolongée en aval en 2017, dans un tracé plus naturel.

#### Le Clos de Villaine et le square du Clos Villaine
Des immeubles sont construits sur les derniers espaces encore agricoles (vergers, vignes cultures maraichères) en 1960 au sud du Vieux Villaine, à l'arrière de l'école Moreau, 285 logements du Clos de Villaine en 1963-1965, le clos de la Bergerie à la même époque puis le square du Clos de Villaine en 1973 autour du centre socio-culturel Lino Ventura et de l'église Saint-Fiacre qui remplace la chapelle des Vergers.

## Villaine auXXIesiècle

### L’ancien hameau et sa périphérie
Le Vieux Massy le long de la rue de Versailles de part et d’autre de la place  de l’ancien hameau, actuellement place Lucien Sergent avec l’amorce des sentiers y aboutissant et le départ de la rue Lucien Sergent de cette place, comprend des bâtiments d’anciennes exploitations agricoles avec des portes charretières, des cours communes regroupant deux  ou fermes et des pavillons en meulières de la fin du XIXe siècle et du début XXe siècle et plusieurs immeubles plus récents. Les bâtiments anciens aux murs recouverts de crépis se limitent à la partie de la rue entre la place Lucien Sergent et l'école Moreau. À l'est de cette place, les bâtiments détruits dans les bombardements de 1944 sont remplacés par des maisons de la deuxième moitié du XXe siècle. La place a également été légèrement agrandie vers le nord à la suite de ce désastre.
Des commerces qui existaient dans cette rue au milieu du XXe siècle (boucheries, fromager, marchand de légumes, épicerie-bar, mercerie, librairie), il reste plus qu’une pharmacie et, sur la place, une boulangerie et une supérette.

Vieux Villaine
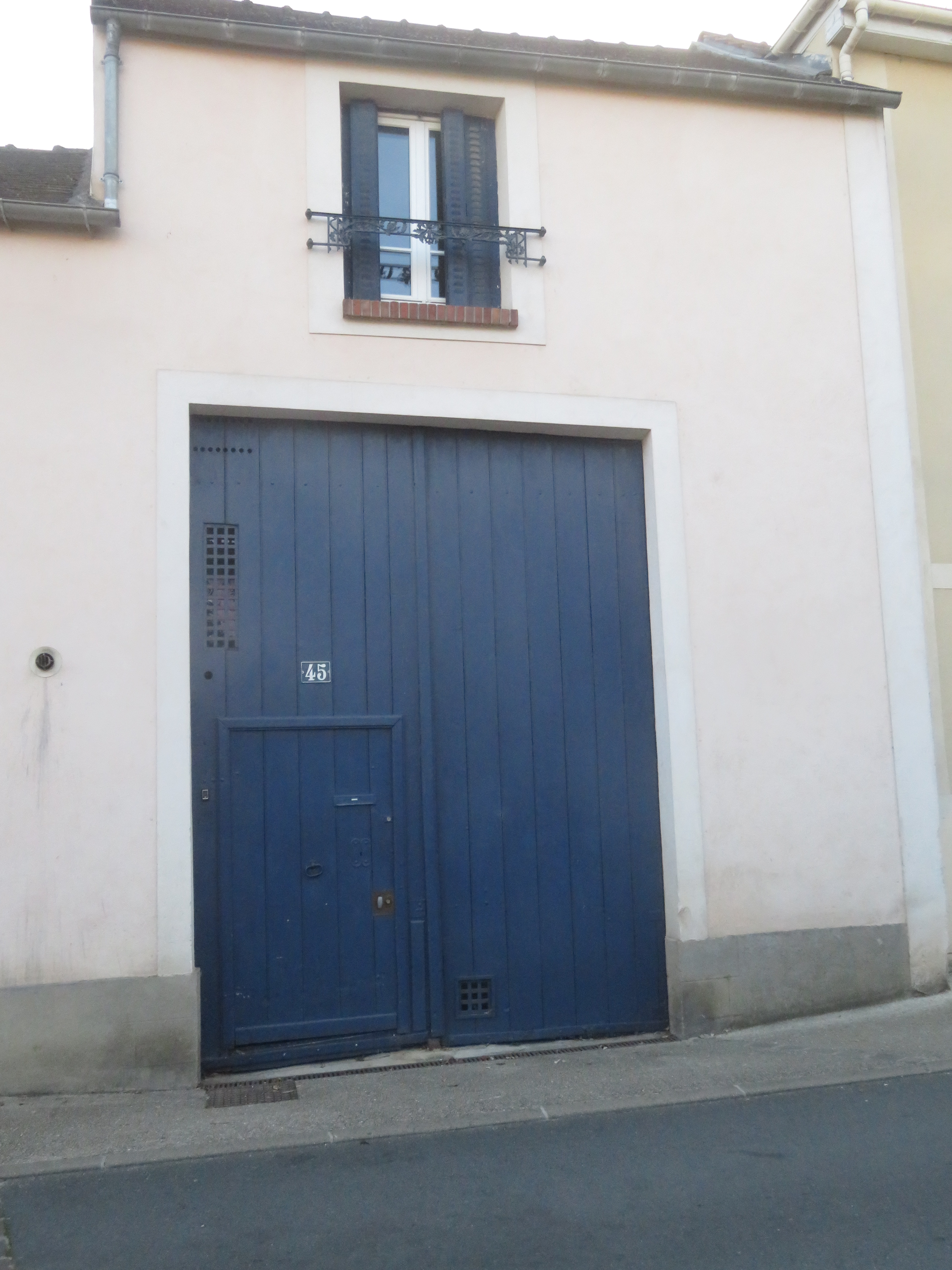
Porte charretière
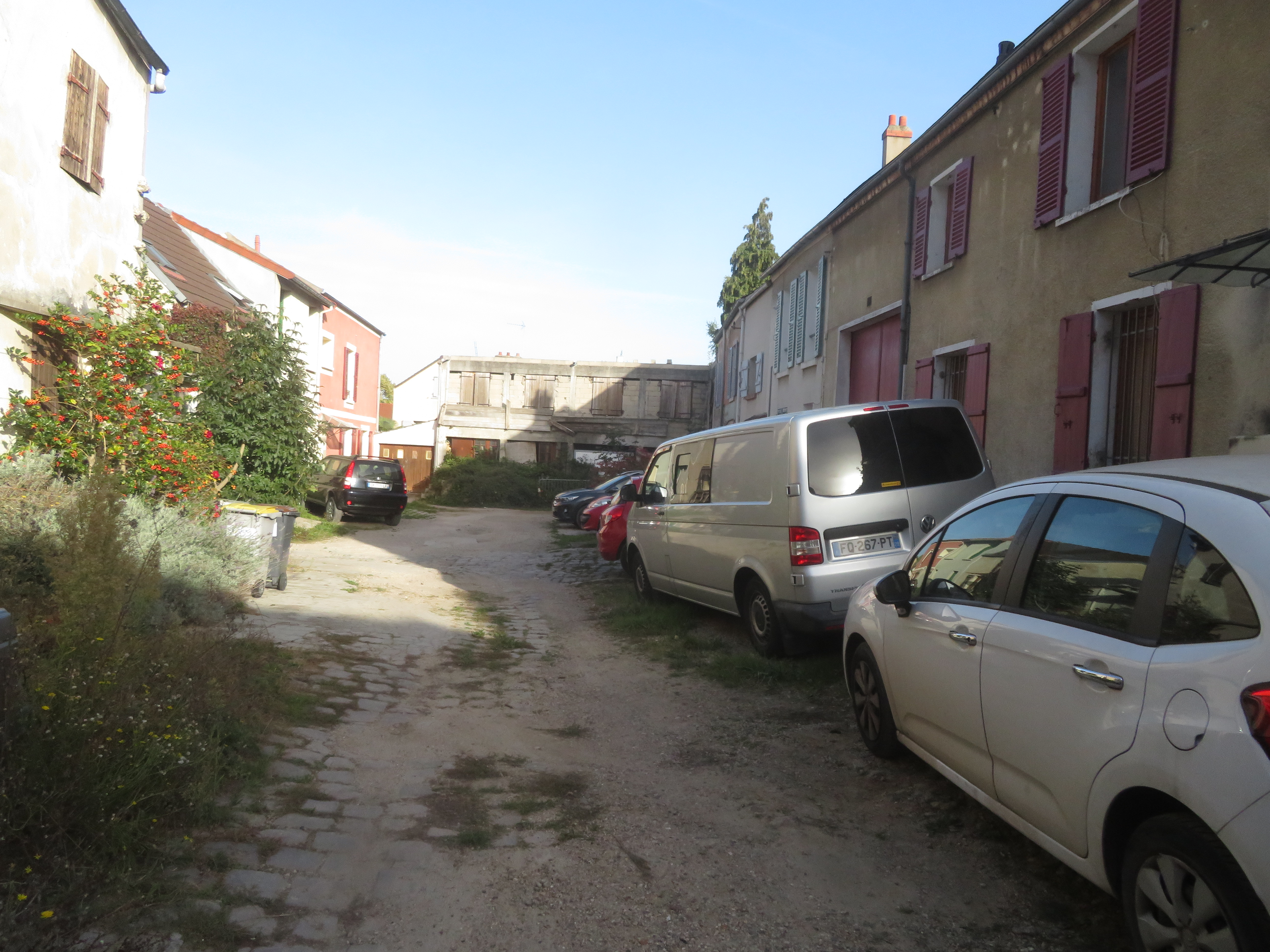
Ancienne cour de fermes
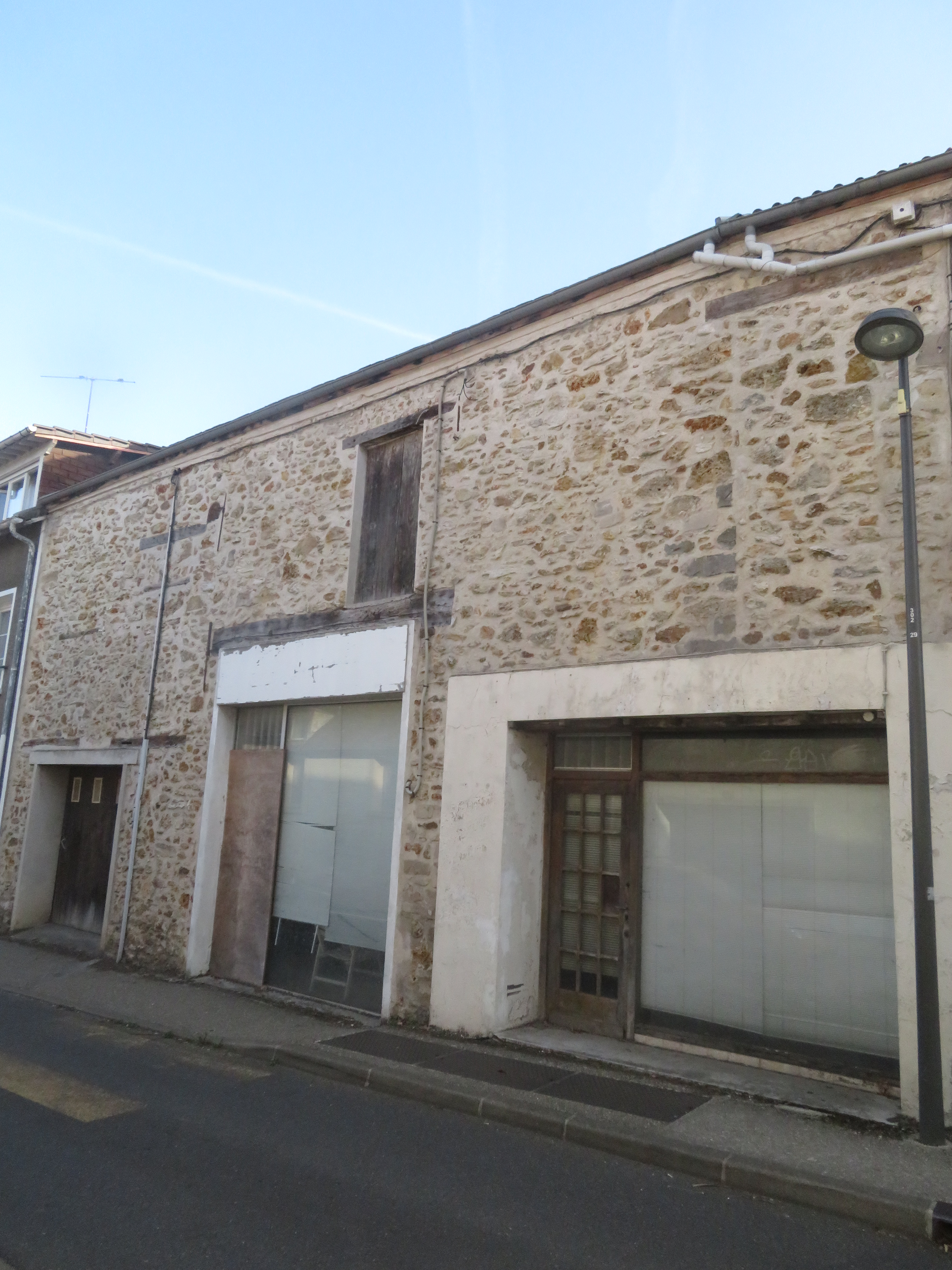
Anciens commerces

Au sud du Vieux Massy, les immeubles du Clos de Villaine, du square du  Clos de Villaine et du Clos de la Bergerie sont en majorité des logements sociaux rénovés en 2008 et 2011-2012.

Square du Clos de Villaine
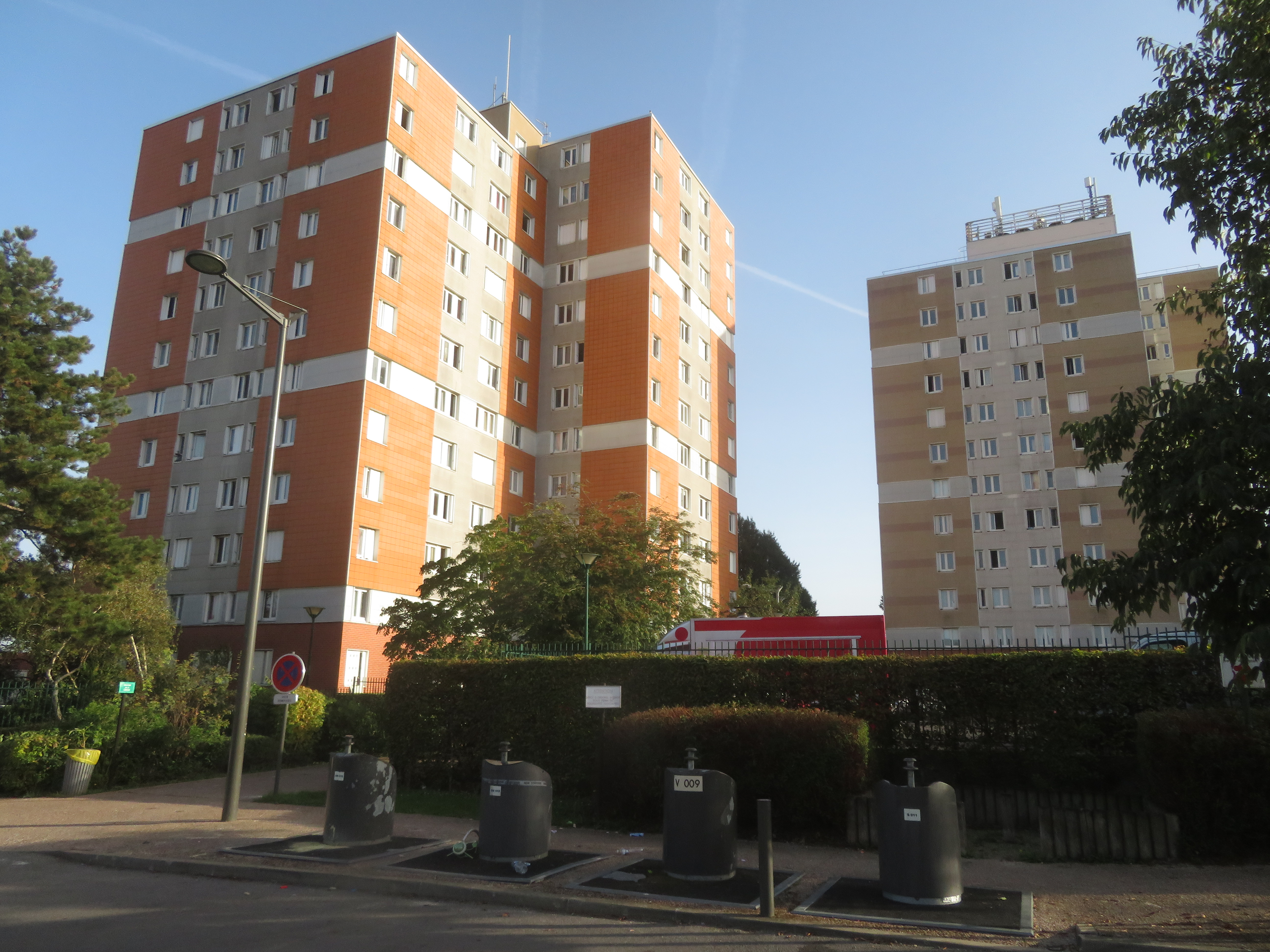
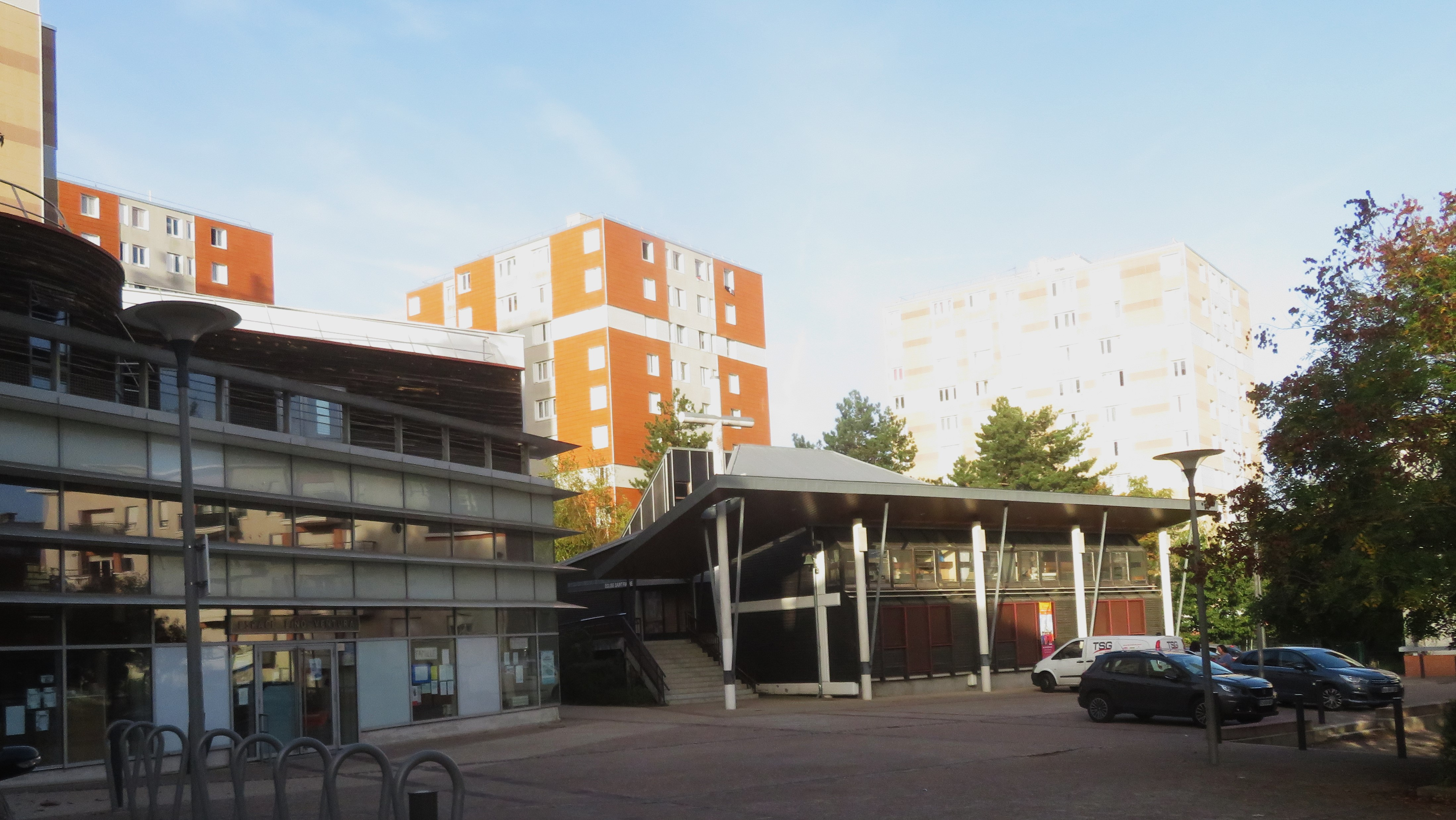
Centre Lino Ventura et église Saint-Fiacre

### Quartier Vilmorin
Le quartier s’étend dans le triangle entre la rue des Ruelles-avenue du Président-Allende, la rue Raymond-Aron (anciennement rue Lucien Sergent) et l’arrière de la rue Georges Clemenceau sur les terrains de la ferme et bâtiments d’exploitation de la société Vilmorin-Andrieux fermés en 1970 et transférés à La Ménitré. Sauf une petite annexe de l’hôpital de Longjumeau ouverte en 1976 et fermée en 2000 à l’angle de l’avenue du Président-Allende et de la rue Raymond-Aron, ces terrains restent en friche jusqu’au début du XXIe siècle, plusieurs projets d’aménagement ayant été abandonnés.  L’espace est aménagé à partir de 2001 sur un projet découpé en 3 ZAC comprenant 45 % d’espaces verts (espace privés, publics, piétons paysagers) particulièrement autour du mail de l’allée de Vilmorin et le square à l’emplacement de l’ancien hôpital. La place de l’Union européenne inaugurée en 2007 à l’emplacement de l’ancienne ferme Vilmorin, face au débouché de la nouvelle passerelle et de la gare SNCF Massy-Palaiseau est le centre commercial (cependant modeste limité à un supermarché, une boulangerie, une boutique de chocolats, plusieurs restaurants et un petit marché les vendredis et dimanches matin) remplaçant les commerces qui existaient en face de l’ancienne gare SNCF. La qualité de l’environnement et la proximité du nœud de transports  de Massy-Palaiseau en font le quartier le plus recherché de Massy (prix de l’immobiliers les plus élevés) malgré une faible animation sociale et culturelle.  
Plus récemment (2019-2022), des immeubles sont construits rue Raymond-Aron (nouveau nom d'un tronçon de la rue Lucien-Sergent de l'avenue ̇̇̇̇̇̈du Président Allende à la gare SNCF de Massy-Palaiseau) le long de la voie ferrée à la place de maisons SNCF rasées et d’un magasin Point P déménagé.

Massy-Vilmorin
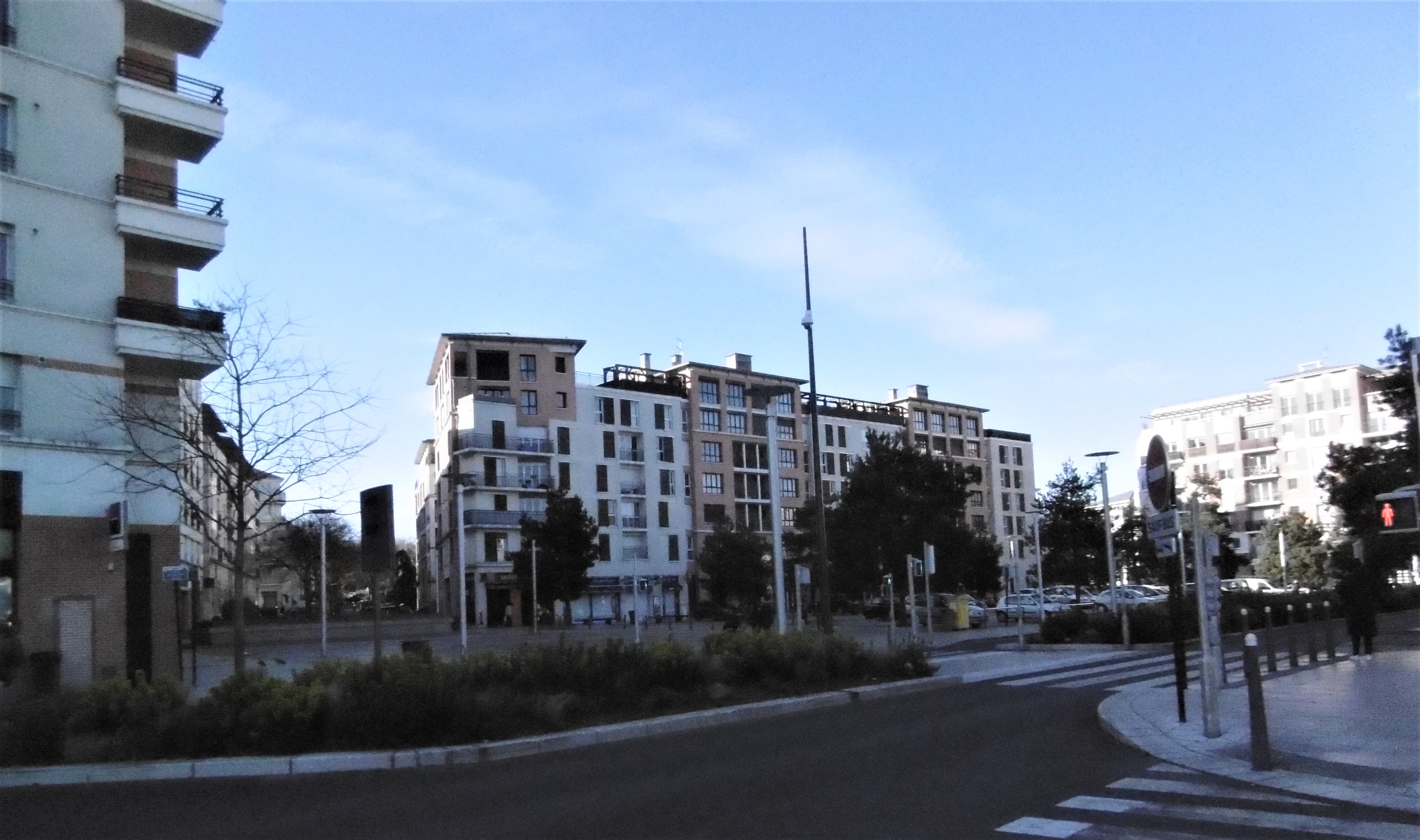
Place de l'Union européenne
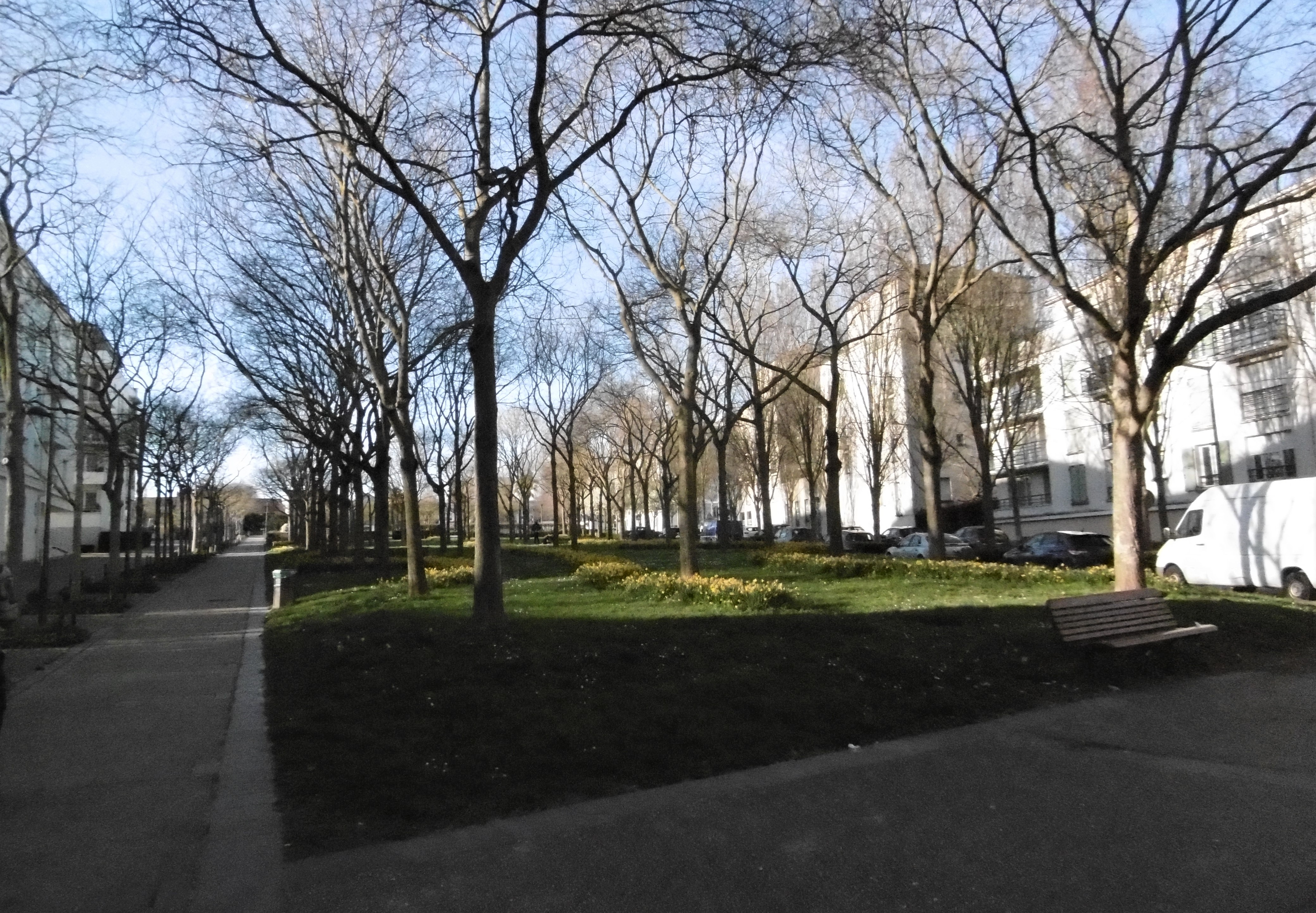
Allée du mail Vilmorin
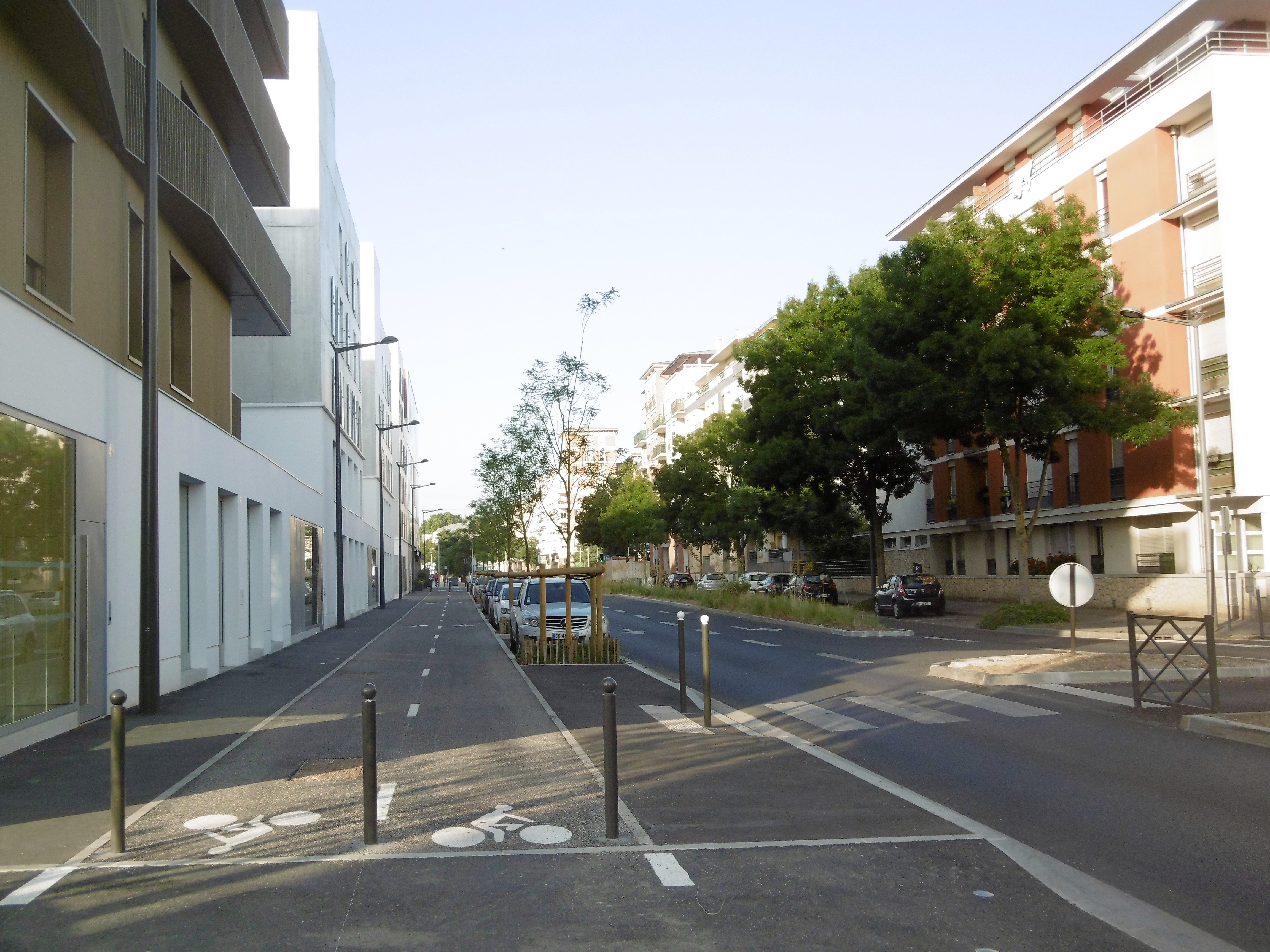
Rue Raymond-Aron

### Graviers-Vergers
Le quartier pavillonnaire a gardé son apparence depuis sa création dans l’entre-deux guerres. La tendance est  cependant la densification de l’habitat par division des plus grandes parcelles. Les nombreux commerces ont décliné à partir des années 1970-1980 puis ont totalement disparu, pour la plupart transformés en logements, et le marché des Graviers est transféré en 2006 place de l’Union Européenne. La halle reconstruite est un local associatif.

Les Graviers
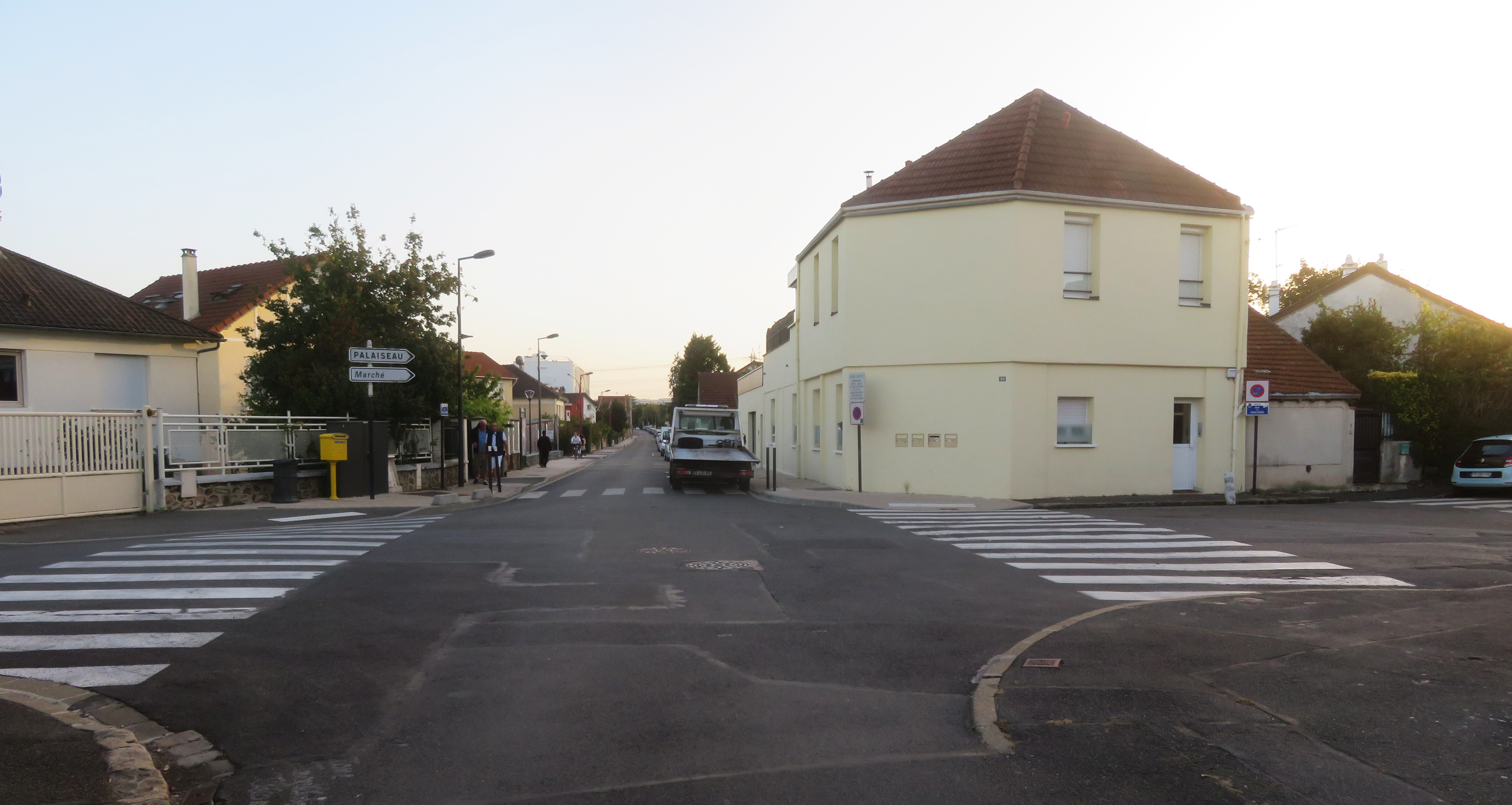
Rue Jean-Jaurès en face, rue des Graviers à droite
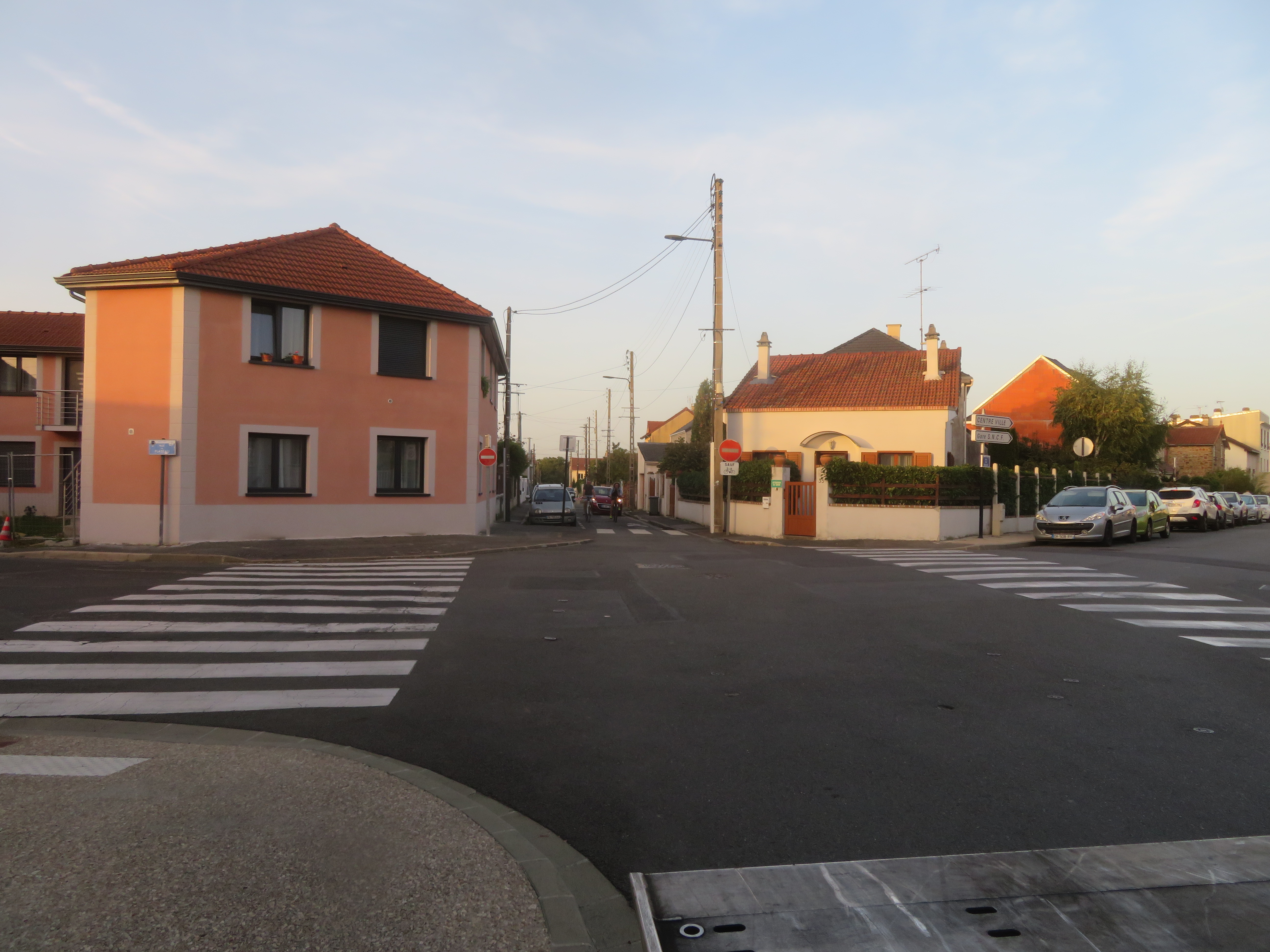
Rue du plateau à droite, rue Jean-Jaurès en face

### L'Épine-Montain
Les constructeurs Castors collectifs sont devenus copropriétaires au début des années 1980.  L’habitat est peu modifié, conservant l’unité d’ensemble  et l’individualisation de chaque élément. Les pavillons ayant été vendus à des prix plus élevés en raison de la proximité de la gare, la population est plus aisée qu’à l’origine.

### Le Nouveau Villaine
Le quartier comprend ; 
- 12 tours construites en 1968-1969 (1 % patronal et HLM) de 4 à 17 niveaux en descendant dans la vallée de la Bièvre. Elles ont été réhabilitées à la fin des années 1990 avec création de balcons et sont devenues des copropriétés[16].

Tours du Nouveau Villaine
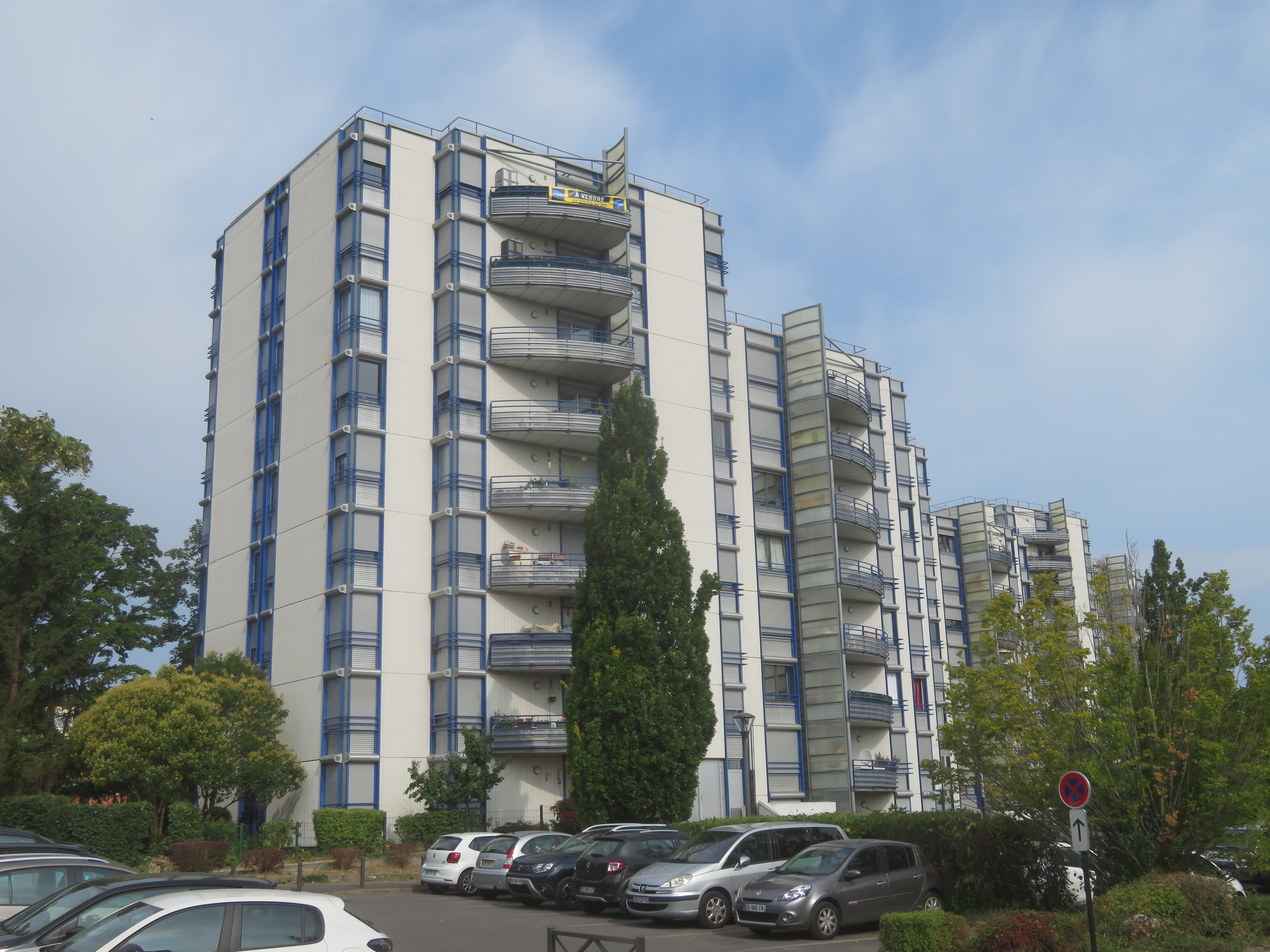

- La « résidence des 2 rivières » comprenant 357 logements et 14 locaux commerciaux au rez-de-chaussée est un long bâtiment linéaire sinueux construit en 1970 par l’architecte Louis de Hoÿm de Marien au lieu-dit « Le pré des deux rivières »  compris entre les deux bras de la Bièvre, bras vif et bras mort[17].

Les deux rivières
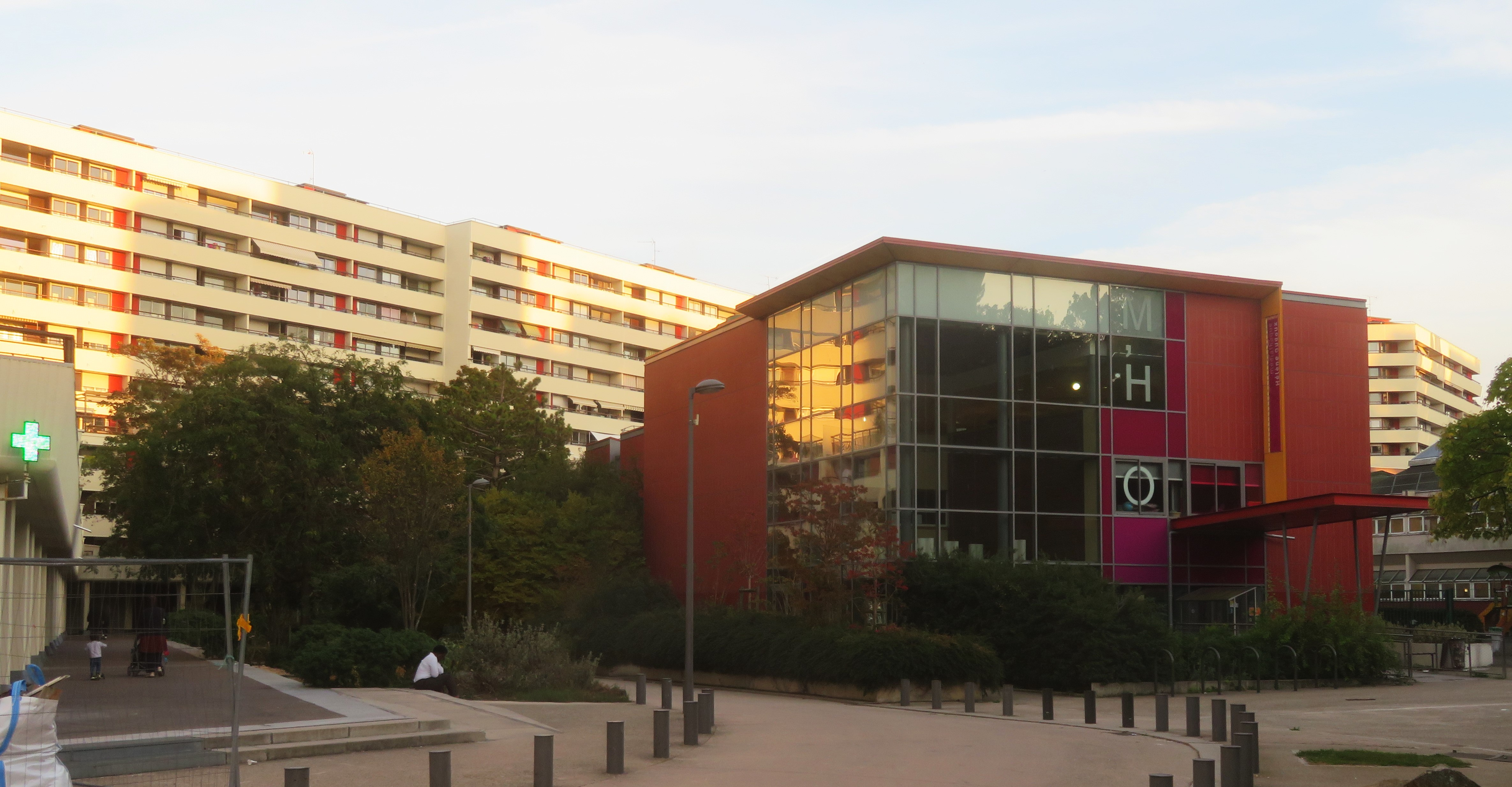
Les 2 rivières et bibliothèque Hélène Odoux
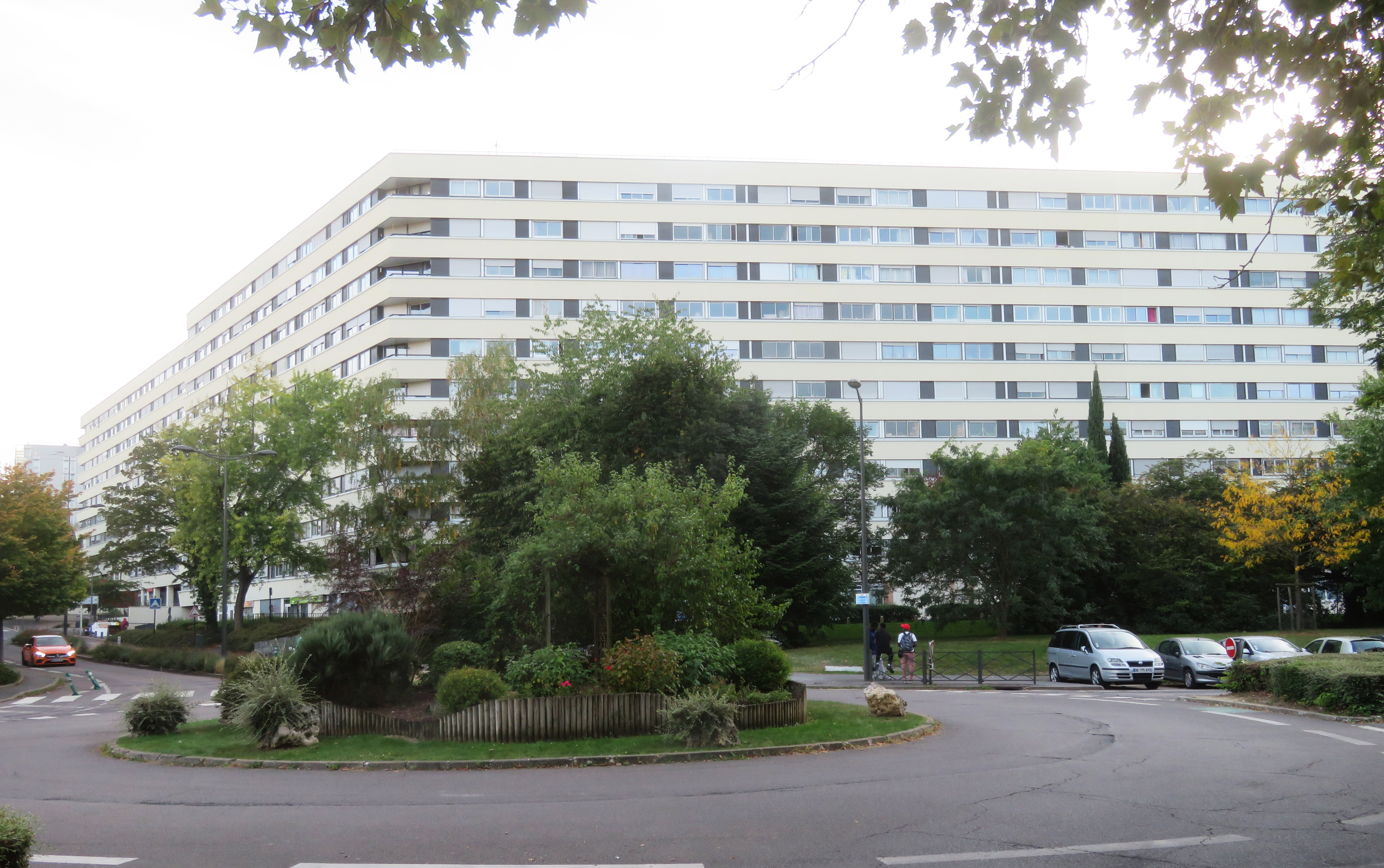
Les 2 rivières vu du rond-point Mazarick-boulevard de la Paix
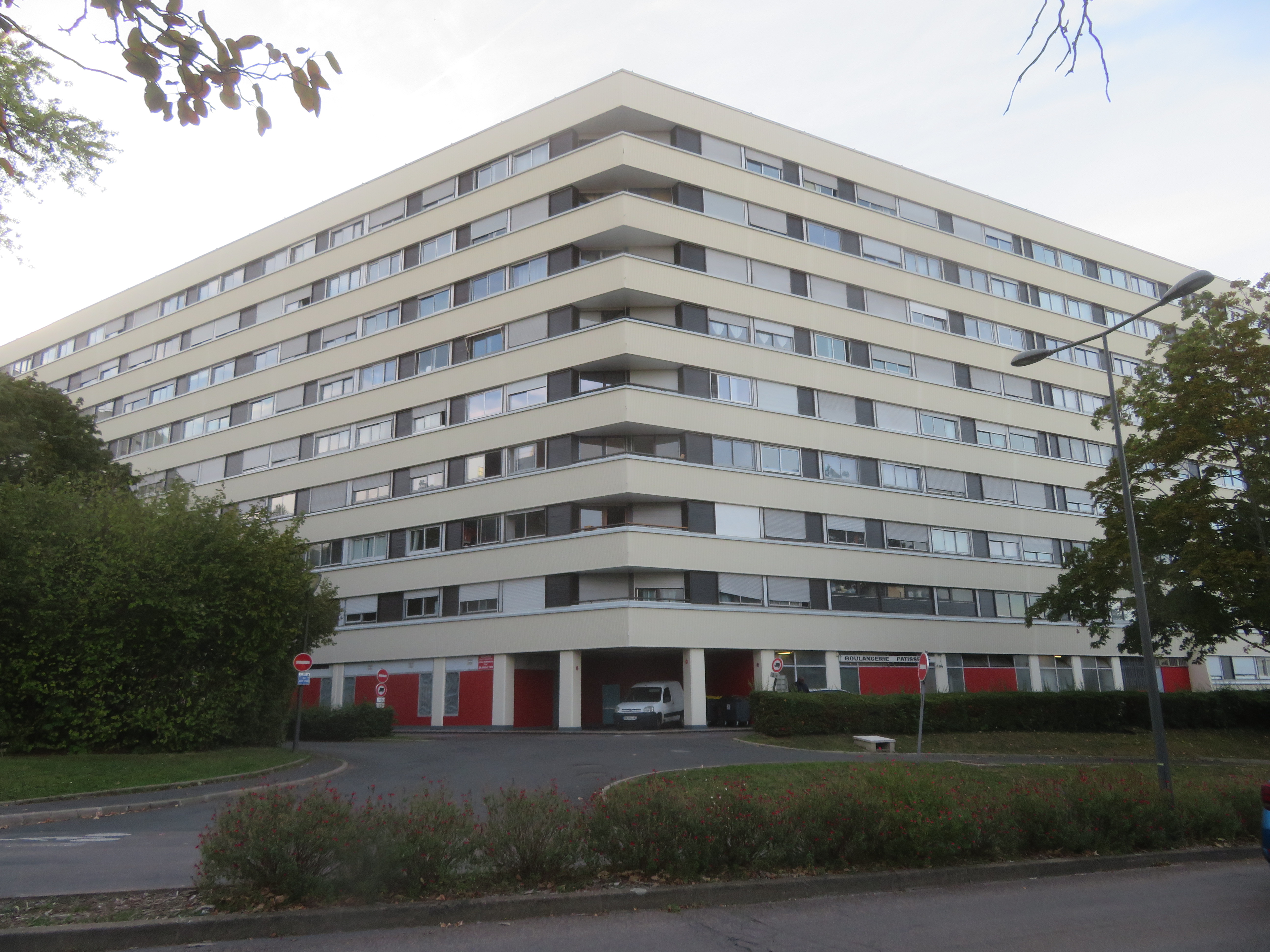
Les deux rivières

- Un ensemble construit en 1970 par le cabinet Louis Hoÿm de Marien, « Résidence les 250 », jouxtant au nord l’ancien hameau, de 50 logements individuels rez-de-chaussée seul, ou 2 niveaux et 200 logements semi-collectifs 4 niveaux[18].

Résidence les 250
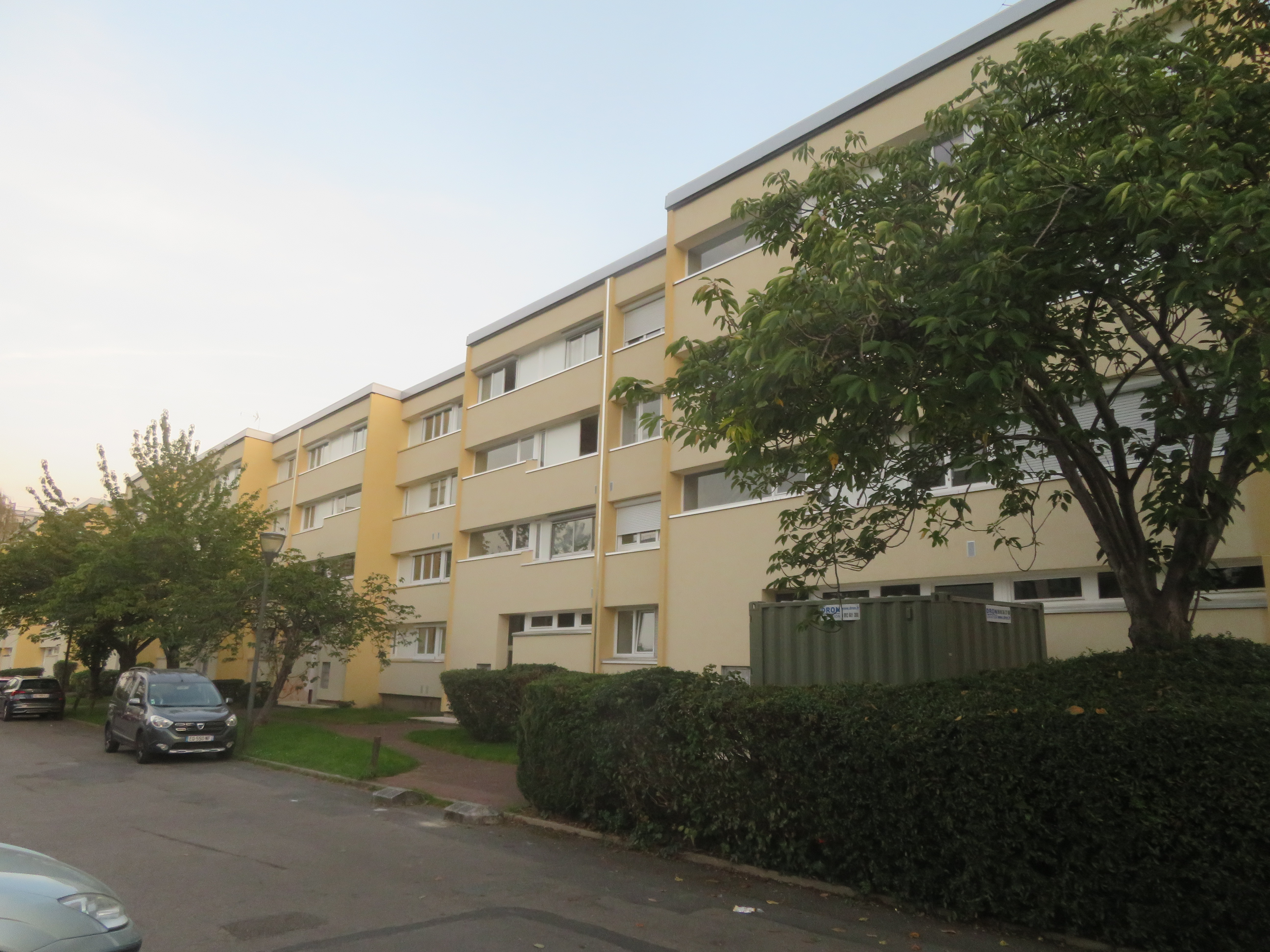
Résidence les 250
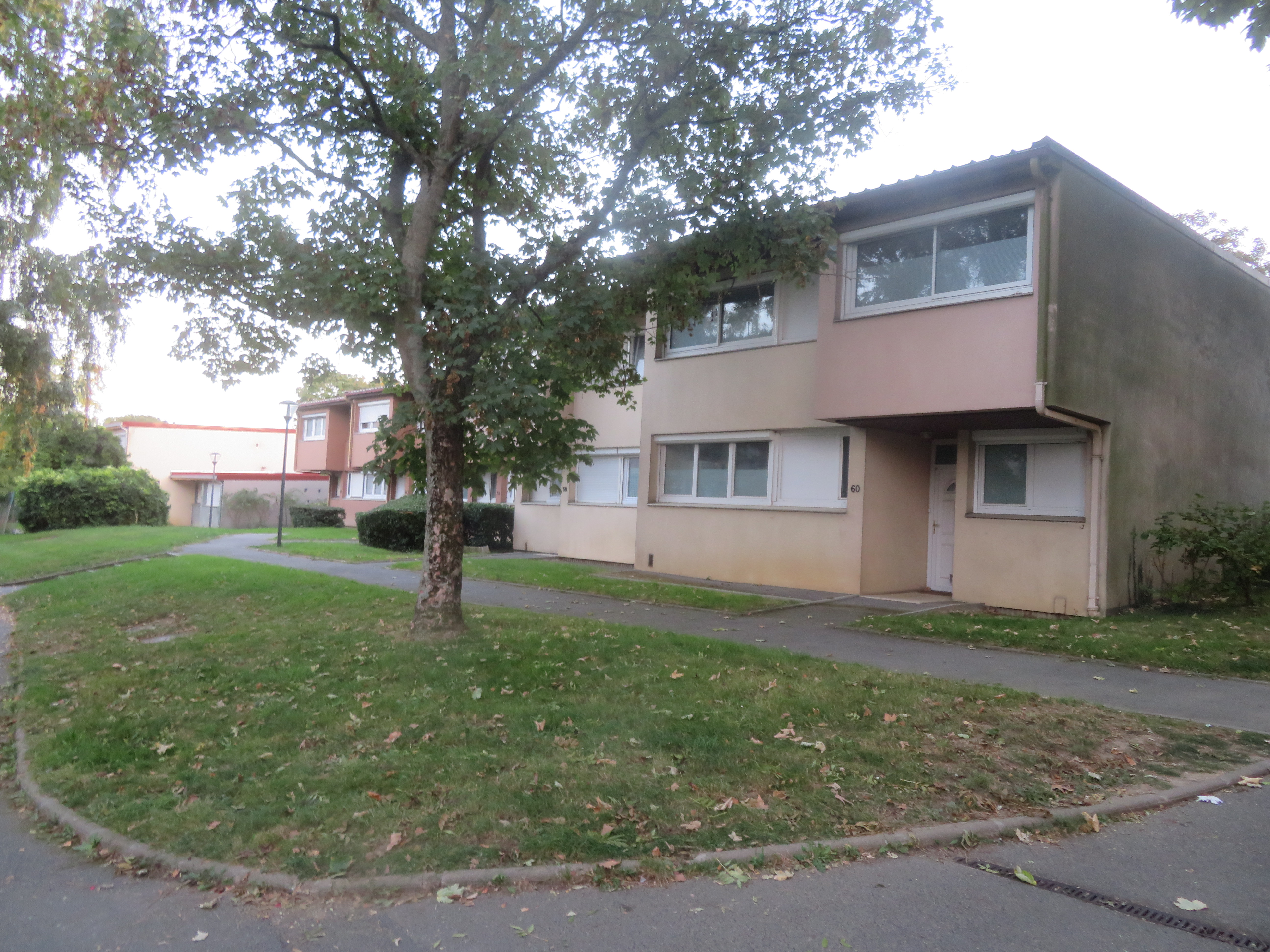
Résidence les 250

- « Zola », ensemble de 434 logements dans des tours  construites dans les années 1970 le long de l’avenue Emile Zola et de la D 60, secteur en zone urbaine sensible[19].
- « Les Terrasses de Massy », 179 logements de faible hauteur en accession à la propriété construits en  dans la partie ouest du nouveau Villaine près du parc de Vilgénis[20].

Les terrasses de Massy
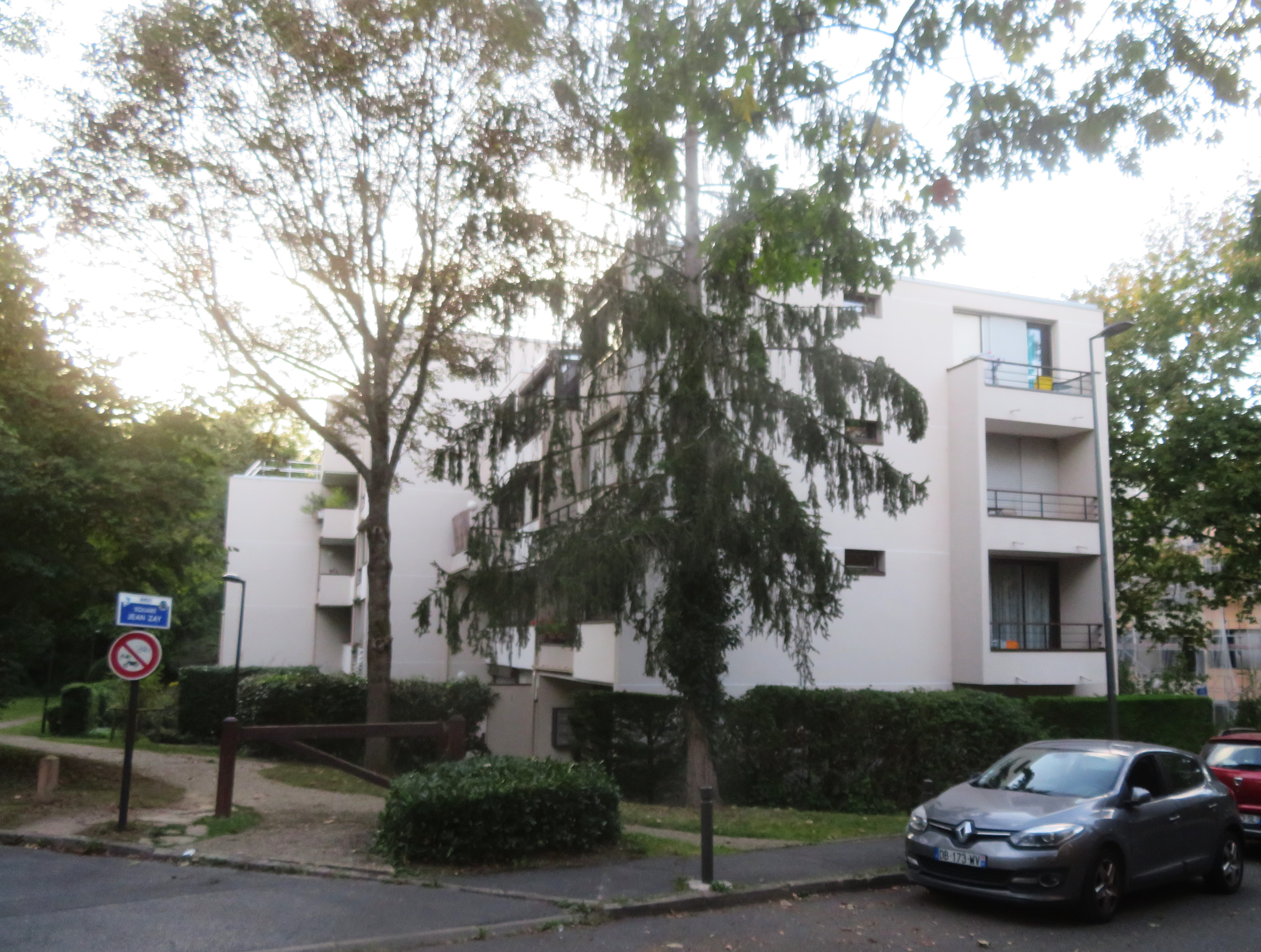
Square Jean-Zay
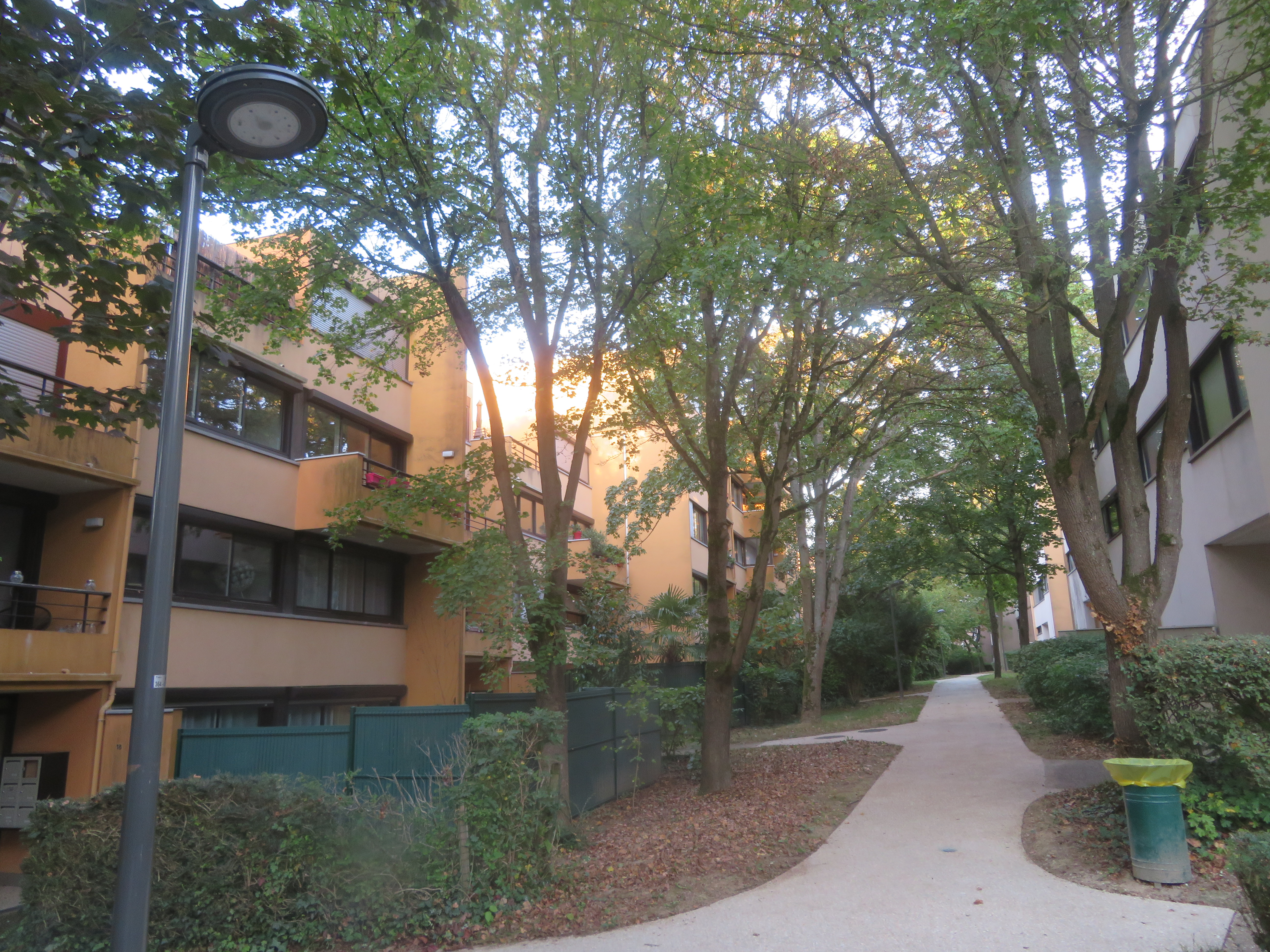
Allée Jules-Guesde Massy
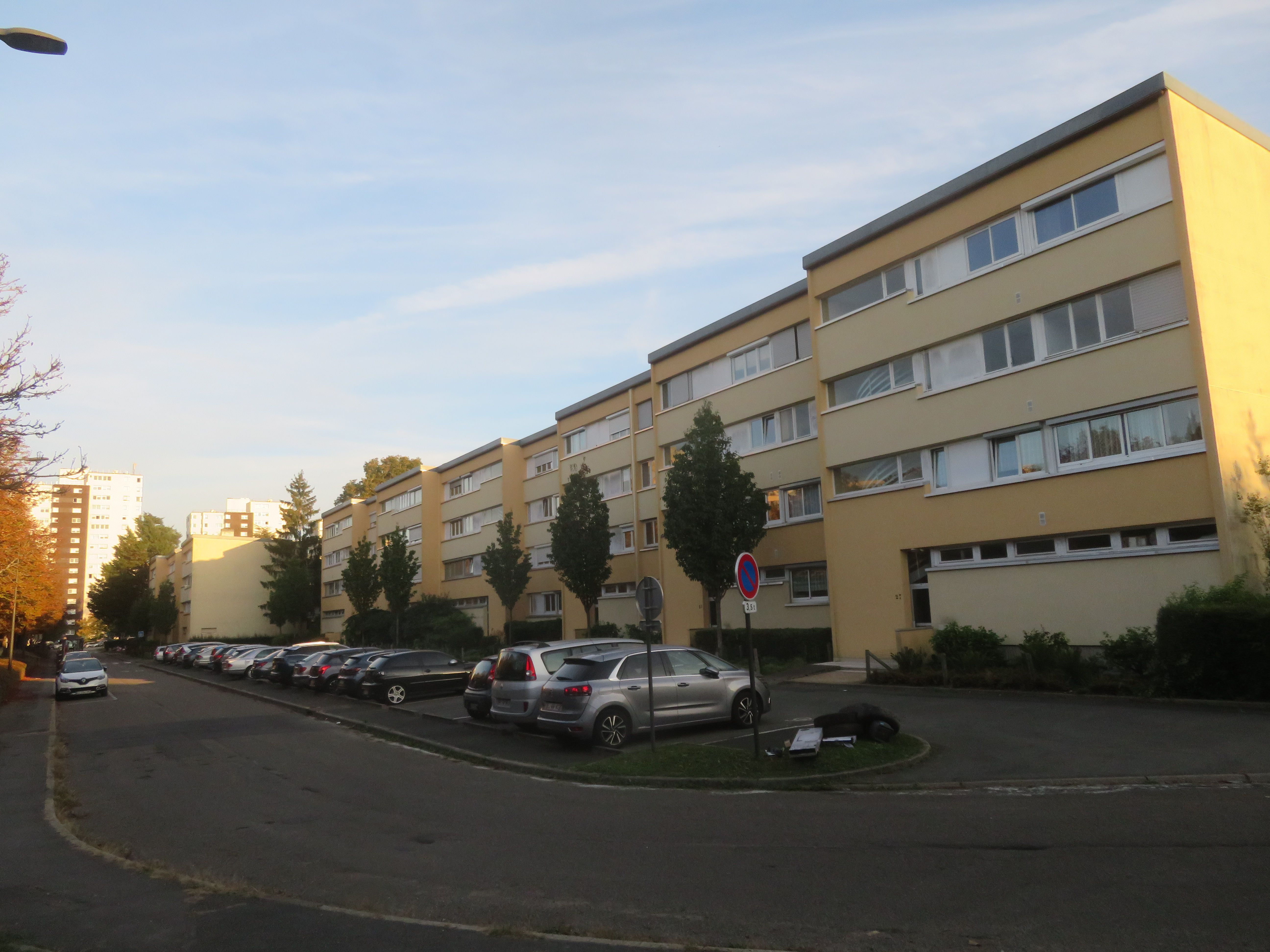
Les terrasses de Massy rue Joliot Curie

- « Rue Jean-Rostand », ensemble d’immeubles de 13 à 15 niveaux conçus par le cabinet Louis Hoÿm de Marien construits de 1975 à 1977 le long de l’allée Jean Rostand comprenant une résidence pour personnes âgées et un immeuble PRI (programme de Relogement des Immigrés) ayant relogé des habitants bidonvilles de Massy (en majorité portugais), actuellement HLM à loyer réduit, puis à l’ouest des immeubles moins élevés, les résidences Vallée 1 (163 logements) et Vallée 2 (4 étages) en accession à la propriété plutôt destinés aux classes moyennes[21].

Le projet de centre urbain du Nouveau Villaine a échoué. 
Le centre commercial actif à l’origine  a beaucoup décliné, la plupart des commerces ayant  fermé. La médiathèque Hélène-Oudoux et la place du kiosque qui accueille des animations associatives sont les principaux pôles d’animation, ce qui semble peu pour donner une vie collective au quartier[non neutre].

### Bièvre-Poterne
La poterne du Vieux château dont  les fossés étaient alimentés par le ru des Gains a donné son nom au lieu-dit puis au quartier situé à l’extrémité nord-est de la ZUP du Nouveau Villaine.  Ce château détruit en 1910 était situé à l’emplacement du talus de la voie ferrée derrière la Mairie. Le ru des gains est un ruisseau recouvert dans les années 1950 qui passe sous les voies ferrées, l’avenue des Martyrs de Soweto puis sous la voie de la Vallée de la Bièvre et se jette dans la Bièvre derrière le square de la Bièvre.
Le quartier comprend 458 logements dans 9 tours construites en 1973, ensemble en deux parties séparées par la D 60 reliées par une passerelle piétonne enjambant cette voie. Le projet de centre commercial est abandonné. L’école maternelle Les Bleuets et la maison de quartier Arc-en-Ciel sont les centres d’animation.

Bièvre-Poterne
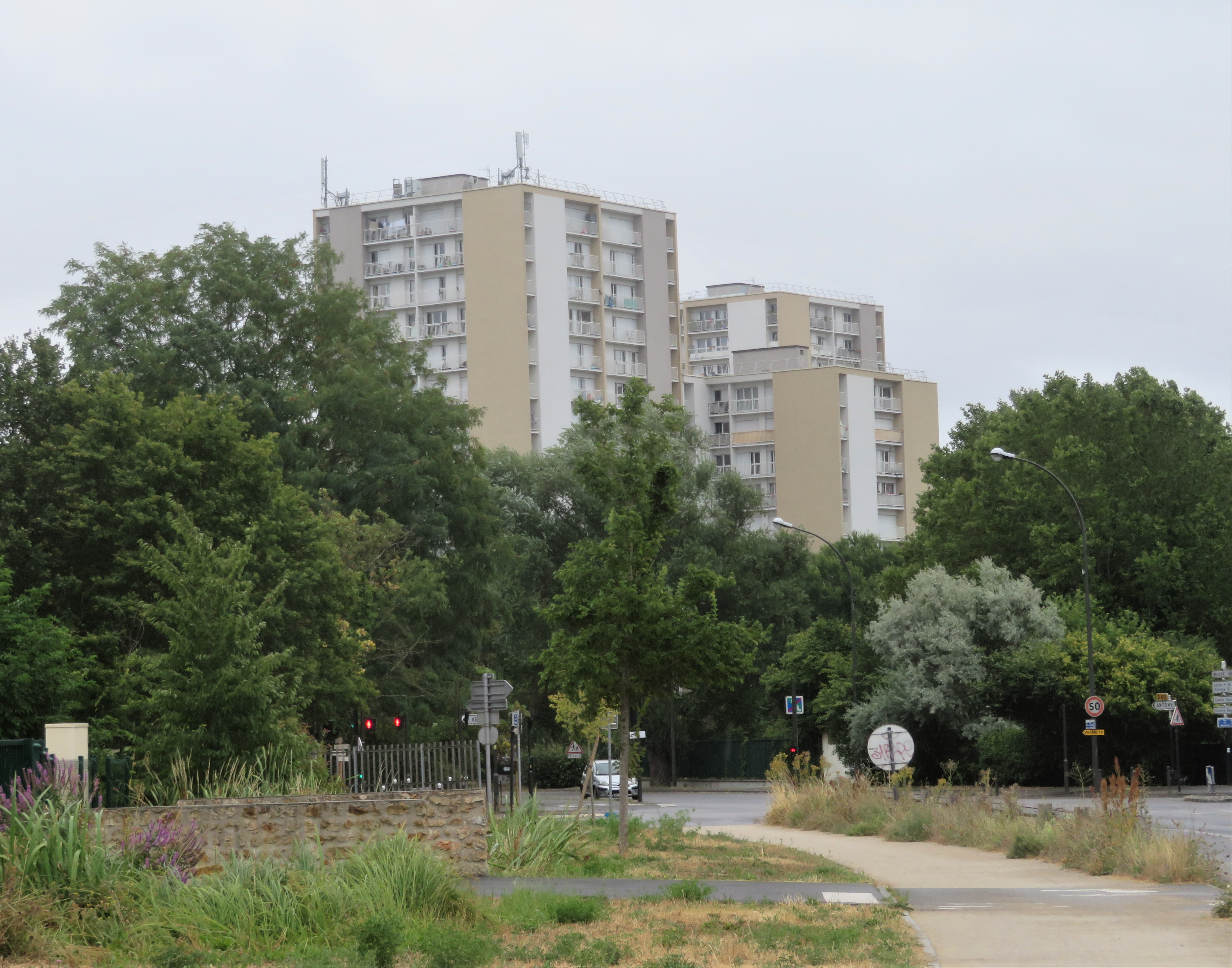
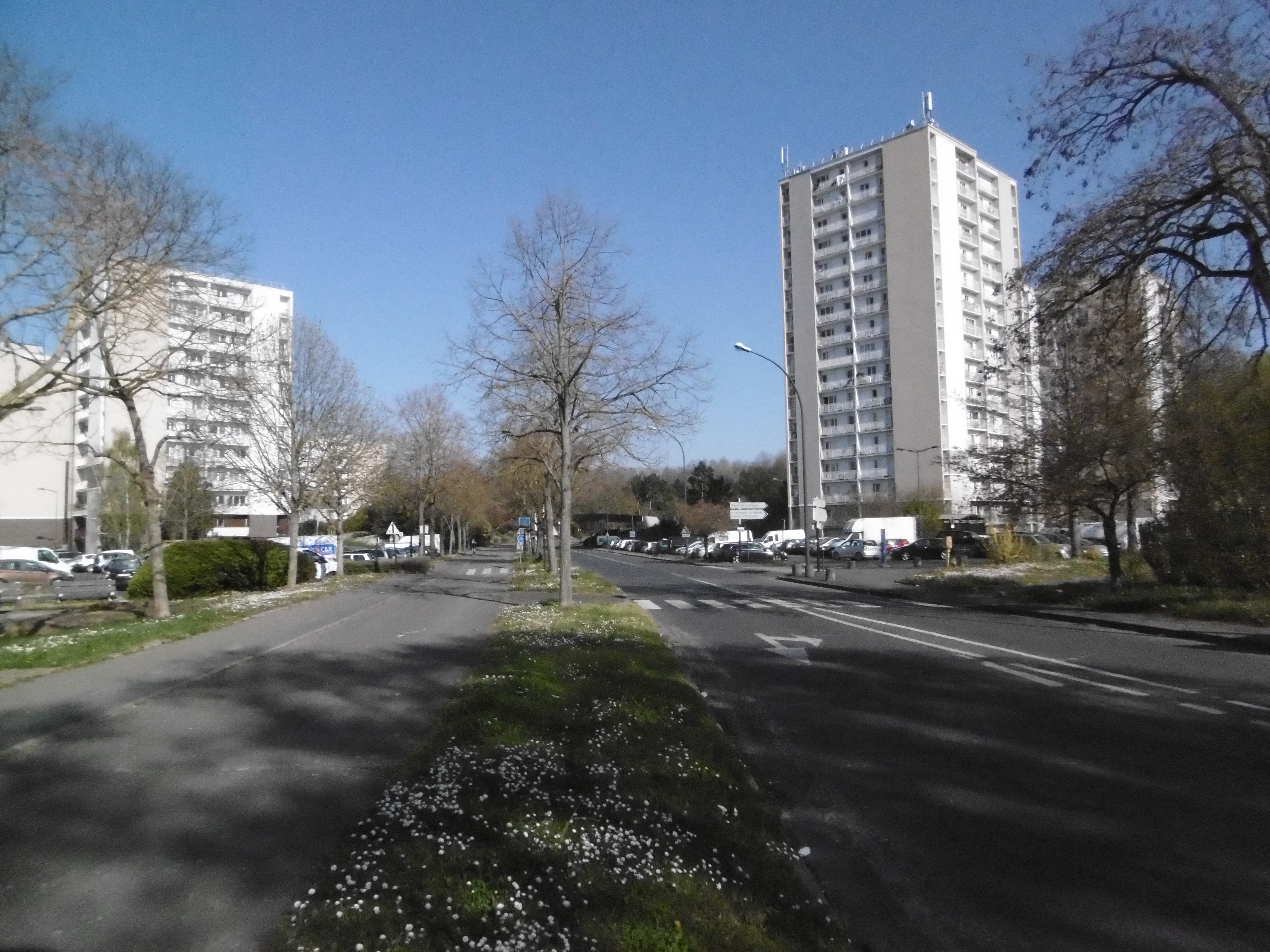
Vue de la D 60

Plus au sud, le lycée Fustel de Coulanges est ouvert en 1967 en partie sur des terrains qui appartenaient à la société Vilmorin. Il est complété par le collège Gérard Philipe ouvert en 1969.